# 1966 aux Émirats arabes unis

## Événements

### Août
- 8 août : le cheikh Chakbout Ibn Sultan est déposé par un conseil de famille. Il est remplacé par son frère cadet.